# Cosmódromo de Baikonur Plataforma 31

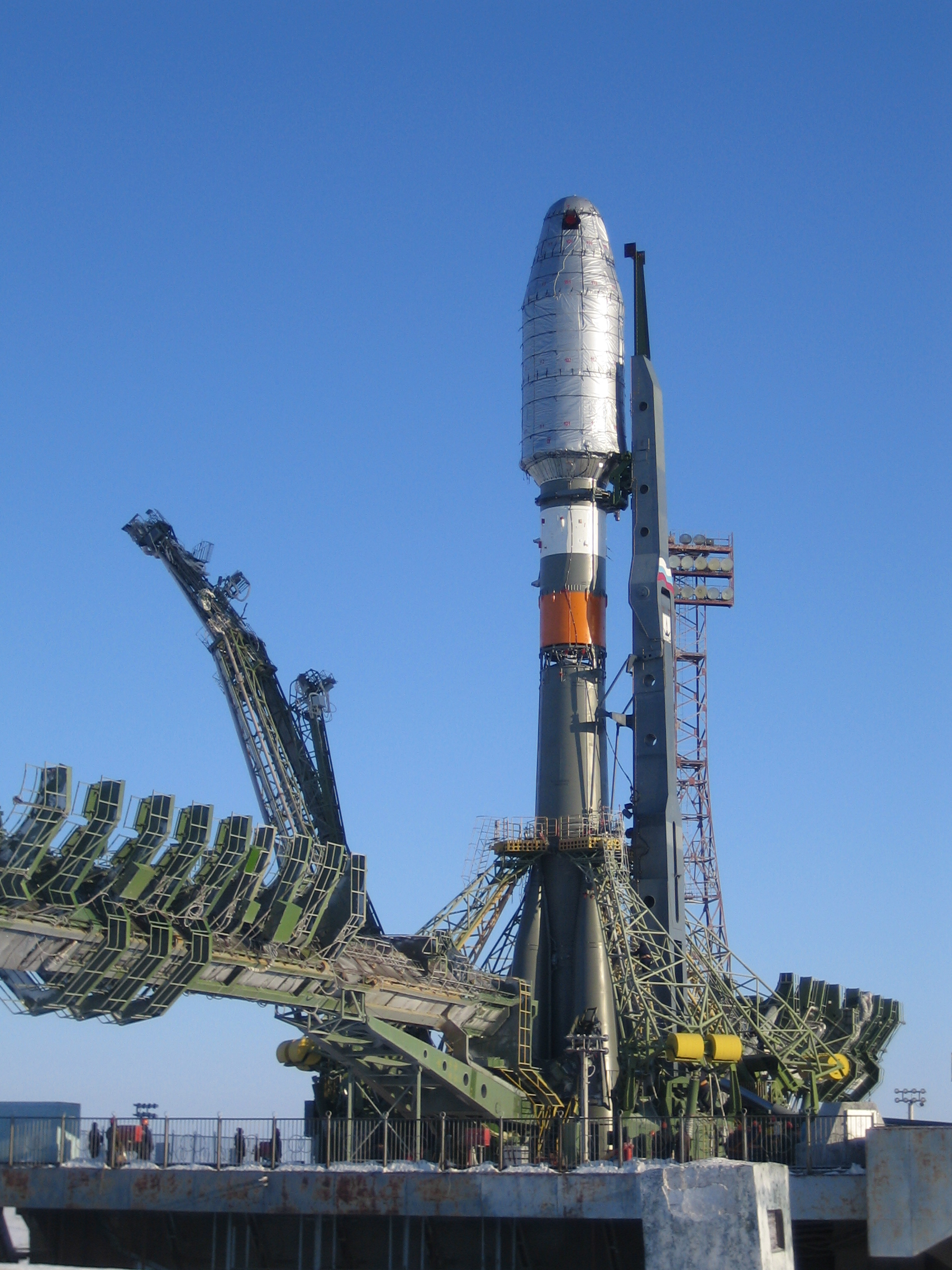
Um foguete Soyuz-2 posicionado na Plataforma 31.

Plataforma 31 em russo Площадка 31, é uma das plataformas de lançamento do Cosmódromo de Baikonur no Cazaquistão, usada no programa espacial soviético, e hoje em dia administrado pela Agência Espacial Federal Russa.
Também conhecido como Local 31/6, a Plataforma No. 31, do complexo número 6, foi usada inicialmente para testes do R-7A (8K71), um ICBM em 14 de Janeiro de 1961. Depois disso, vários programas de satélites soviéticos como: o Meteor, o Molniya, o Kosmos, fizeram uso dessa plataforma.
Esta plataforma passou a ser usada para missões comerciais com os lançadores mais modernos: Soyuz-FG e Soyuz-2. Na década de 70 e no início da década de 80 (até 1984 com a missão Soyuz T-12), dela foram lançadas várias missões tripuladas.
Em 2011 ficou definido que a plataforma 31 passaria a ser o local de lançamento das missões tripuladas do programa Soyuz para a Estação Espacial Internacional, enquanto a Plataforma No 1 estivesse em reforma.
Depois de vários anos (e com a reforma da plataforma Gagarin) um novo voo tripulado partiu da Plataforma 31. A Soyuz TMA-06M foi lançada em 23 de Outubro de 2012.
A partir de então, as missões tripuladas têm alternado os seus lançamentos entre as plataformas No. 1 e No. 31.